# Battaglia di Sant'Egidio
La battaglia di Sant'Egidio fu combattuta il 12 luglio 1416 a Sant'Egidio, nei pressi di Perugia, tra la compagnia di ventura di Braccio da Montone e l'esercito perugino, guidato da Carlo I Malatesta. La vittoria della compagnia braccesca permise a Braccio di realizzare il suo sogno di conquista di Perugia.

## La battaglia
La battaglia durò 7 ore e vide l'uso massiccio della cavalleria pesante. Braccio utilizzò la sua nota tattica di ripetute cariche di piccoli gruppi di cavalleria nei punti deboli dello schieramento nemico contro l'avanguardia nemica condotta da Angelo della Pergola, fino a sfiancare e disorganizzare lo schieramento avversario e poi concludere con una carica generale di tutta la cavalleria che repentinamente decise gli esiti della battaglia. Nella battaglia si distinsero il figlio di Braccio, Oddo, e l'allievo Niccolò Piccinino, e gli episodi che la contraddistinsero furono a lungo creduti immortalati in una tela di Paolo Uccello.

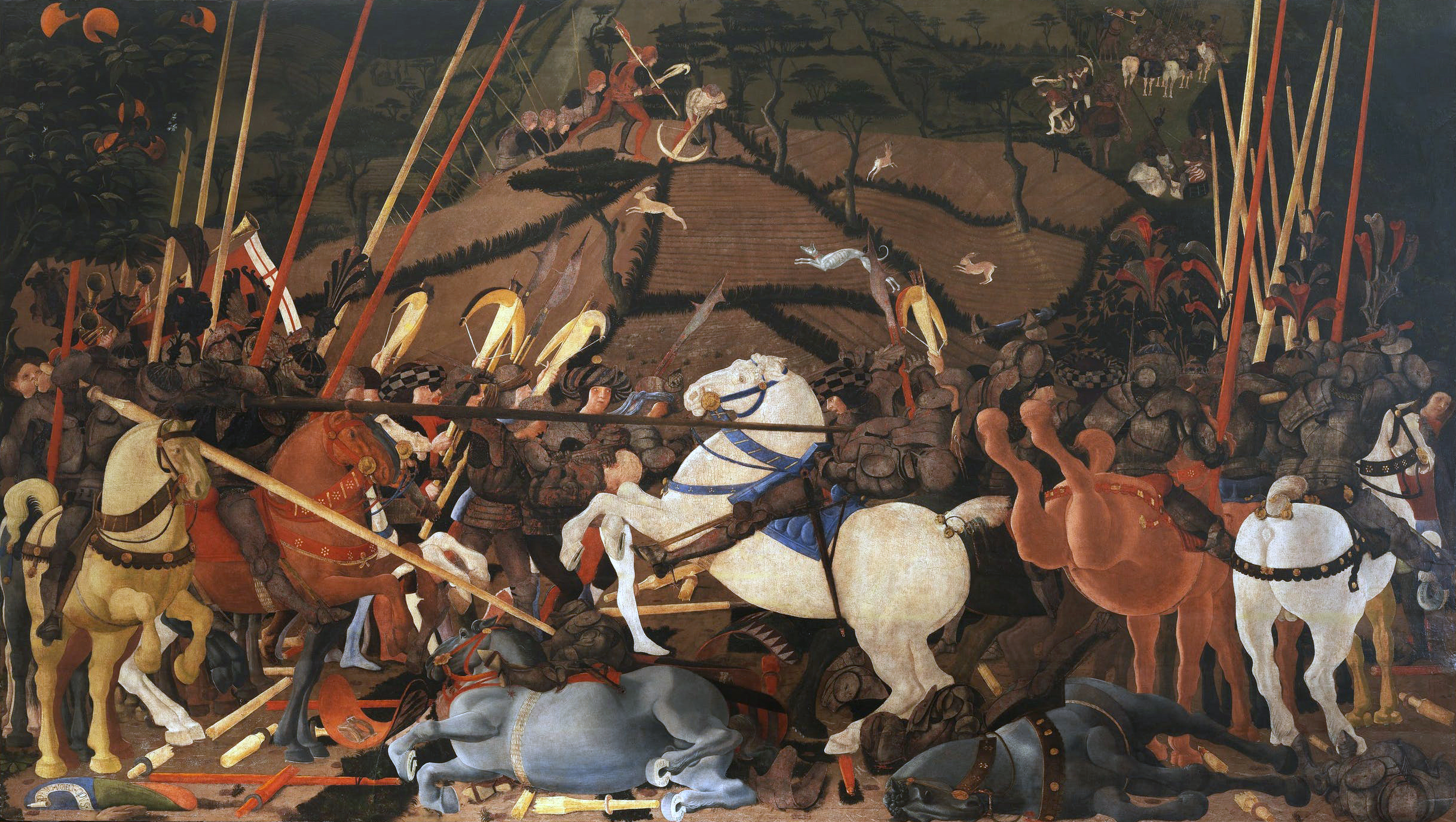
Paolo Uccello, Disarcionamento di Bernardino della Carda, tela del trittico Battaglia di San Romano, Galleria degli Uffizi, Firenze, a lungo creduta rappresentativa della battaglia di Sant'Egidio

## Conseguenze
I prigionieri membri della famiglia Michelotti furono uccisi, pratica inusuale nelle battaglie tra condottieri.